# Pelobates varaldii
Pelobates varaldii (tên tiếng Anh: Pélobate Marocain) là một loài ếch thuộc họ Pelobatidae.
Loài này có ở Maroc và có thể cả Tây Ban Nha.
Môi trường sống tự nhiên của chúng là vùng cây bụi khô khu vực nhiệt đới hoặc cận nhiệt đới, sông ngòi, sông có nước theo mùa, đầm nước ngọt, và đầm nước ngọt có nước theo mùa.
Chúng hiện đang bị đe dọa vì mất môi trường sống.